# Alan Davie
James Alan Davie (* 28. September 1920 in Grangemouth, Schottland; † 5. April 2014 in Hertford, England) war ein schottischer Maler und Musiker. Er gehört zu den bedeutenden Vertretern der Abstrakten Malerei nach dem Zweiten Weltkrieg.

## Leben und Werk
Alan Davie studierte von 1937 bis 1941 in Edinburgh am College of Art. Er lernte dort die Malerei und das Handwerk des Silberschmieds. Davie war sehr vielseitig: Neben seiner Malerei spielte Davie einige Instrumente, insbesondere das Saxophon. Begeistert von der Jazzmusik, war er für einige Zeit Saxophonist in der Jazzband „Cam Robbie“. Während seiner Militärzeit schrieb er auch Gedichte.
Nach dem Ende des Zweiten Weltkriegs kehrt er 1946 nach London zurück. Beeinflusst von der Kunst von Paul Klee und Pablo Picasso, beginnt Davie abstrakt zu malen. Im selben Jahr heiratet er die Künstlerin Janet Gaul. Er widmet sich bis 1947 nur noch der Jazzmusik und malt in dieser Zeit gar nicht mehr.
Im Jahr 1948 unternimmt er Studienreisen durch Europa und trifft dabei in Venedig Peggy Guggenheim. Diese Begegnung bringt Davie zur ersten Annäherung an die frühen Werke des amerikanischen Abstrakten Expressionismus. Davie lässt sich davon und insbesondere vom Werk Jackson Pollocks inspirieren und beginnt wieder als Maler zu arbeiten. Eines seiner ersten Bilder dieser Zeit wird von Peggy Guggenheim gekauft.
1950 hat Alan Davie seine erste Einzelausstellung in London. Im Jahr 1956 bereist er New York, im selben Jahr erhält er den Prix Guggenheim im Musee d'Arte Moderne in Paris. Seine Kunst bekommt internationale Anerkennung und Aufmerksamkeit. Im Jahr 1958 ist er auf der Biennale von Venedig vertreten, 1959 ist er Teilnehmer der documenta II in Kassel, wie auch auf weiteren documentas: 1964 auf der documenta III und 1977 der documenta 6.
Im Jahr 1959 wird Davie Lehrer an der Central School of Arts and Crafts in London. Zwischen 1963 und 1970 experimentiert er mit Lithografien.
In den siebziger Jahren macht Davie wieder sehr viel Musik, zunächst mit dem Perkussionisten Frank Perry und Evan Parker (mit Perry entsteht das Album Suite for Prepared Piano and Mini Drums). Er nimmt 1974 im Duo zusammen mit Tony Oxley eine Schallplatte als The Alan Davie Music Workshop auf. In dieser Zeit gibt er zahlreiche Konzerte. Der Multiinstrumentalist (Piano, Cello, Saxophon, Vibraphon usw.) hat auch mit Barry Guy, Daniel Humair, Phil Minton und anderen musiziert.
Im Jahr 1972 wurde er zum Commander of the British Empire ernannt.
Die Kunst von Alan Davie ist von Improvisation und Spontanität geprägt. Seine Werke sind Bestandteil der Sammlungen von Museen und Galerien auf der ganzen Welt. Alan Davie lebte und arbeitete nach vielen Jahren in London zuletzt in Hertford und in der Grafschaft Cornwall.

## Werke in Museen und Sammlungen
(Auswahl)
- Ulster Museum, Belfast
- MIT List Visual Arts Center, Cambridge (Massachusetts)
- National Galleries of Scotland, Edinburgh
- South African National Gallery, Kapstadt
- Leeds City Art Gallery
- CAMJAP Lissabon
- Museum of London
- Tate Gallery, London
- Museum Abteiberg, Mönchengladbach
- National Gallery of Canada, Ottawa
- Schaulager Basel, Münchenstein
- Fine Arts Museums of San Francisco
- Art Fund for UK Museums
- Art Gallery of New South Wales, Sydney
- Fred Jones Jr. Museum of Art at the University of Oklahoma
- MAC São Paulo
- Glasgow Museums, Scotland
- Hirshhorn Museum and Sculpture Garden, Washington, D.C.

## Wichtige Ausstellungen
(Auswahl)
- 1958: 29. Biennale von Venedig
- 1959: documenta 2 Kassel
- 1964: documenta 3 Kassel
- 1977: documenta 6 Kassel
- 2002: An Leabhar Mor Gallery of Modern Art, Glasgow / Blast to Freeze Kunstmuseum Wolfsburg / Inaugurazione Trevi Flash Art Museum
- 2003: Alan Davie - Recent Paintings Gimpel Fils, London / Alan Davie - Recent Paintings and Gouaches James Hyman Fine Art, London / An Leabhar Mor City Art Centre, Edinburgh / An Leabhar Mor Smithsonian Institution, Washington
- 2004: Line and Colour James Hyman Fine Art, London / The Challenge of Post-War Painting James Hyman Fine Art, London
- 2005: Alan Davie / Andrew Lewis Gimpel Fils, London / The Print Show Kettle’s Yard, Cambridge / An Leabhar Mor Lewis Glucksman Gallery, Cork
- 2006: 60th Anniversary Show Gimpel Fils, London